# 컨버스

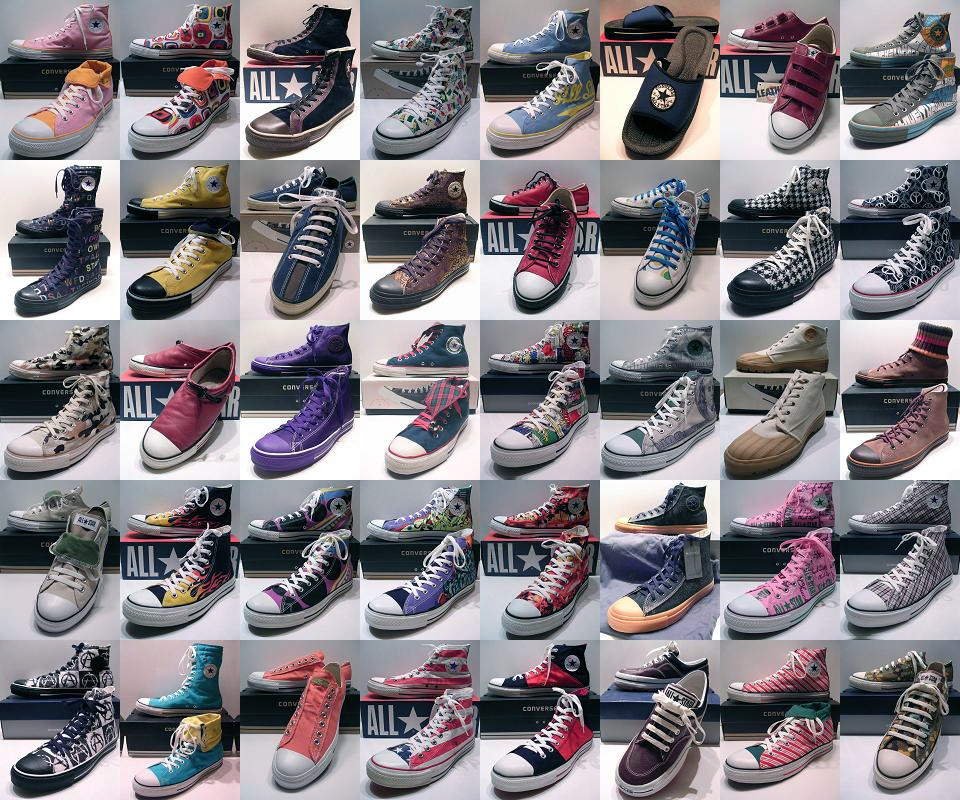
40가지의 컨버스 신발

컨버스 주식회사(Converse, Inc.)는 미국의 스포츠웨어 회사다. 1908년 미국에서 마르키스 컨버스에 의해 설립되었으며 한국에서는 1996년 스프리스를 통해 소개된 적이 있다. 그러나 스프리스와의 계약만료에 따라 2005년에는 반고인터내셔날과 독점계약하에 독자 브랜드로 진출하게 되었다. 현재는 나이키의 자회사로 편입되었다.

## 개요
컨버스는 2008년 탄생 100년을 맞이한 스포츠웨어 브랜드이다. 브랜드명은 초창기 설립자인 마르키스 컨버스의 아명에서 본따왔으며 매사츄세츠에 본사를 설립하였다. 초창기에는 풋웨어와 테니스웨어를 생산하였으며 세계 최초로 기능성 보드화를 생산하였다. 후에 찰스 척테일러가 컨버스에 합류하여 척테일러 올스타를 탄생시키기도 했다. 참고로 둥근 원에 별 좌우측에 있는 영문 필기체로 쓰여 있는 'Chuck Taylor'는 척테일러가 직접 사인한 것이다. 1984년 LA 올림픽에서는 공식 스폰서로 지정되기도 하였다. 2003년에는 나이키가 인수하여 자회사로 편입되었다.

## 나라별 현황

### 대한민국
한국에서는 1996년 스프리스를 통해 판매되었다. 그러나 미국 컨버스사와의 계약만료에 따라 2005년부터는 반고인터내셔날과 독점계약하여 한국에 컨버스 단독매장을 열었다. 현재는 ABC마트를 통해서도 캔버스화를 위주로 판매를 하고 있다. 현재는 반고인터내셔널과의 계약이 만료되었고 컨버스코리아로 분리되었다

## 같이 보기
- 나이키